# Ринте
Ринте (нем. Rinthe) — поселение сельского типа в составе города Бад-Берлебург в районе Зиген-Виттгенштайн (земля Северный Рейн-Вестфалия, Германия). Населённый пункт был включён в состав Бад-Берлебурга после реформы местного самоуправления 1975 года.

## География

### Положение
Ринте расположен в горном массиве Ротхаргебирге на юго-западе городской территории Бад-Берлебурга. Через поселение проходит автодорога районного значения К 45, соединяющая населённый пункт с расположенной на западе общине Эрндтебрюкк, а на северо-востоке с Бад-Берлебургом. Наиболее высокая вершина в окрестностях поселения — гора Бальденберг (605 м). На севере к Ринте примыкает природоохранная территория Ринте ((SI-116), площадью 10,9 га.

### Соседние населённые пункты
- Шамедер — поселение сельского типа на западе (община Эрндтебрюкк)
- Хемшлар — поселение сельского типа на северо-востоке (Бад-Берлебург)
- Вайденхаузен — поселение сельского типа на юго-востоке (Бад-Берлебург)
- Бальде — поселение сельского типа на юго-западе (община Эрндтебрюкк)

## История
Первое документальное свидетельство о существовании поселения относятся к 1338 году. Около 1500 года этот населённый пункт принадлежал некоему «фон Винтеру». Постепенно происходил отток населения и в 1510 году в Ринте остался всего один дом, а в 1518 году это место совсем опустело. Новое заселение происходило с 1538 г. В 1781  году Ринте стал относиться к администрации Бергхаузена. В 1819 году он был причислен к администрации Доцлара, а в 1845 году  снова отошёл к Бергхаузену (тогда существовавшему району Виттгенштайн).

### Динамика численности населения
- 1900: 166 жителей
- 1961: 163 жителей[2]
- 1970: 154 жителей[2]
- 1974: 154 жителя[5]
- 2012: 120 жителей
- 2021: 120 жителей[1]